# Euphorbia rosea
Euphorbia rosea är en törelväxtart som beskrevs av Anders Jahan Retzius. Euphorbia rosea ingår i släktet törlar, och familjen törelväxter. Inga underarter finns listade i Catalogue of Life.